# Sungai Kamuyang
Sungai Kamuyang is een bestuurslaag in het regentschap Lima Puluh Kota van de provincie West-Sumatra, Indonesië. Sungai Kamuyang telt 6809 inwoners (volkstelling 2010).